# Phnum Dei
Phnum Dei är en kulle i Kambodja.   Den ligger i provinsen Siem Reap, i den centrala delen av landet, 250 km norr om huvudstaden Phnom Penh. Toppen på Phnum Dei är 248 meter över havet, eller 192 meter över den omgivande terrängen. Bredden vid basen är 2,5 km.
Terrängen runt Phnum Dei är platt åt sydväst, men åt nordost är den kuperad. Runt Phnum Dei är det ganska glesbefolkat, med 42 invånare per kvadratkilometer. Omgivningarna runt Phnum Dei är en mosaik av jordbruksmark och naturlig växtlighet.